# T-type-calciumkanaal
Het T-type-calciumkanaal is een subtype van de voltage-gereguleerde calciumkanalen. De letter T staat voor transient, vanwege de korte duur van de activatie van dit kanaal. T-kanalen komen voor in hartspiercellen en in neuronen. 

## T-type-calciumkanalen in het hart
In het hart zijn T-type-calciumkanalen, samen met de zogeheten "funny current", verantwoordelijk voor de regelmatige, zelfstandige activatie van cellen in de sinusknoop. De rol van deze kanalen in andere celtypen, vooral bij de mens, is anno 2010 nog onduidelijk. In de meeste diersoorten zijn T-kanalen nagenoeg afwezig in normale hartspiercellen van de boezems en de kamers. Er zijn echter studies die een verhoogde aanwezigheid rapporteren bij cardiale hypertrofie en zelfs een rol in de ontwikkeling van hypertrofie wordt gesuggereerd.

## T-type-calciumkanalen in de hersenen
In het centraal zenuwstelsel zijn T-kanalen medeverantwoordelijk voor "bursting" in de thalamus.
Medicijnen die T-kanalen blokkeren worden gebruikt tegen epilepsie.

## Genetica
De genetica van de T-type-calciumkanalen is nog niet geheel duidelijk. Aangenomen wordt dat de Cav3.1-, Cav3.2- en Cav3.3-genen betrokken zijn bij de vorming van deze kanalen in het hart.